# Harold Courlander
Harold Courlander (18 de Setembro de 1908 - 15 mar 1996) foi um romancista, folclorista e antropólogo estadunidense. Autor de 35 livros, peças de teatro e numerosos artigos acadêmicos, Courlander se especializou no estudo das culturas africana, caribenha, afro-americana, nativa americana e haitiana. Ele teve um interesse em especial por literatura oral, cultos e conexões culturais afro-americanas com a África.

## Vida e trabalho
Courlander nasceu em Indianápolis, Indiana, filho do pintor David Courlander, de Detroit, Michigan . Courlander recebeu um bacharelado em Inglês pela Universidade de Michigan em 1931, onde também recebeu três prêmios Avery Hopwood (um em drama e dois em crítica literária), e obteve uma pós-graduação na Universidade de Michigan e na Universidade de Columbia . Ele passou um tempo na década de 1930 em uma fazenda em Romeo, Michigan, onde construiu uma cabana de toras de um cômodo na floresta, onde passava a maior parte do tempo escrevendo.
Com o prêmio em dinheiro do Hopwood Awards, Courlander fez sua primeira viagem de campo ao Haiti, inspirado pelos escritos de William Buehler Seabrook . Em 1939, ele publicou seu primeiro livro sobre a vida haitiana, intitulado Haiti Singing . Nos 30 anos seguintes, ele viajou ao Haiti mais de 20 vezes. Sua pesquisa se concentrou em práticas religiosas, retenções africanas, tradições orais, folclore, música e dança . Seu livro, The Drum and the Hoe: Life and Lore of the Haitian People, publicado em 1960, tornou-se um texto clássico para o estudo da cultura haitiana.
Courlander também fez várias viagens de campo ao sul dos Estados Unidos, gravando música folk nas décadas de 1940 e 1950. De 1947 a 1960, ele atuou como editor geral da Ethnic Folkways Library (cujo nome também foi criado pelo antropólogo), gravando mais de 30 álbuns contendo músicas de diferentes culturas ( por exemplo, as culturas da Indonésia, Etiópia, África Ocidental, Haiti e Cuba ). Em 1950, ele também fez gravações de campo no Alabama, que foram posteriormente transcritas pela John Benson Brooks .
Na década de 1960, Courlander iniciou uma série de viagens de campo ao sudoeste americano para estudar a literatura oral e a cultura dos índios Hopi , resultando em sua coleção de contos populares, People of the Short Blue Corn: Tales and Legends of the Hopi Indians, que foi publicada em 1970 e rapidamente foi reconhecida como uma obra indispensável no estudo da literatura oral.
De 1942 a 1943, durante a Segunda Guerra Mundial, Harold Courlander serviu como historiador para o Comando de Transporte Aéreo do Projeto 19 da Douglas Aircraft em Gura, Eritreia . Courlander também trabalhou como escritor e editor do Office of War Information na cidade de Nova York e em Bombaim, Índia, de 1943 a 1946. De 1946 a 1956, ele trabalhou como redator e analista de notícias para a Voice of America na cidade de Nova York. De1956 a 1957 Courlander trabalhou como especialista em informação e redator de discursos para a Missão dos EUA nas Nações Unidas. Ele foi escritor e editor do periódico The United Nations Review de 1957 a 1960. De 1960 a 1974, Courlander foi especialista em Caribe e África, redator de reportagens e analista sênior de notícias para a Voice of America em Washington, DC .

## Raízes: A Saga de uma Família Americanae o plágio
Courlander escreveu sete romances, sendo o mais famoso O africano, publicado em 1967. O romance conta a história de um escravo capturado na África, suas experiências a bordo de um navio negreiro e sua luta para manter sua cultura nativa em um novo mundo hostil. Em 1978, Courlander entrou com uma ação judicial no Tribunal Distrital dos Estados Unidos para o Distrito Sul de Nova York, acusando Alex Haley, o autor de Raízes: A Saga de uma Família Americana, de ter copiado 81 passagens de seu romance. O memorando de pré-julgamento de Courlander no processo de violação de direitos autorais dizia:

"O réu Haley teve acesso e substancialmente copiou O Africano. Sem O Africano, Raízes: A Saga de Uma Família Americana teria sido um romance muito diferente e menos bem-sucedido, e na verdade é duvidoso que o sr. Haley pudesse ter escrito Raízes without O Africano. ... O sr. Haley copiou a linguagem, pensamentos, atitudes, incidentes, situações, enredo e personagem."
O processo não alegou que o enredo de O africano foi copiado na íntegra, pois os dois romances diferem em muitos pontos do enredo. O romance de Courlander descreve uma revolta bem-sucedida no navio negreiro, um naufrágio na colônia francesa de Saint-Domingue, uma vida de fugitivos como escravos, recaptura por tropas francesas e então transportadas para Nova Orleans em 1802. O romance de Haley tem início antes da Revolução Americana, descreve uma doença atingindo os escravos antes que eles pudessem se revoltar e mostra o navio chegando com sucesso à colônia britânica de Maryland. A cópia no Roots foi na forma de ideias e passagens específicas. Por exemplo, uma linguagem surpreendentemente semelhante é usada para descrever uma infestação de piolhos no navio negreiro: 
| Courlander, O Africano | Haley, Raízes |
| --- | --- |
| À imundície úmida e doentia na barriga do navio, veio a ser adicionada outra tortura - os piolhos . . . . Eles rastejaram no rosto e beberam nos cantos dos olhos. . . . Se os dedos pegassem o predador, ele mtava entre as unhas. :23 | Mas os piolhos preferiam mordê-lo no rosto e sugariam os líquidos nos cantos dos olhos de Kunta, ou o muco escorrendo de suas narinas. Ele contorcia o corpo, com os dedos arremessando e beliscando para esmagar qualquer piolho que pudesse se prender entre as unhas . :226 |

Em seu relatório de testemunha especialista, submetido ao tribunal federal, o professor de inglês Michael Wood, da Columbia University, declarou:
"A evidência da cópia de '' The African '' tanto no romance quanto na dramatização televisiva de '' Roots '' é clara e irrefutável. A cópia é significativa e extensa. ... '' Roots '' ... usa claramente '' The African '' como modelo: como algo a ser copiado ora, ora modificado, mas sempre ao que parece, a ser consultado. ... '' Raízes '' tira de '' O africano '' frases, situações, ideias, aspectos de estilo e enredo. '' Raízes '' encontra em '' O Africano '' elementos essenciais para sua descrição de coisas como os pensamentos de fuga de um escravo, a psicologia de um velho escravo, os hábitos mentais do herói e todo o sentido da vida em um navio negreiro infame. Essas coisas são a vida de um romance; e quando aparecem em '' Raízes '', são a vida do romance de outra pessoa."
Durante um julgamento de cinco semanas no tribunal distrital federal, o juiz presidente do Tribunal Distrital dos EUA, Robert J. Ward, declarou: "Há plágio, ponto final." Passagens de The African foram encontradas grampeadas em uma página manuscrita de Roots . No entanto, Alex Haley sustentou durante todo o julgamento que não tinha ouvido falar de The African até um ano após a publicação de Roots e especulou que outra pessoa havia lhe dado as fotocópias das passagens. Após o julgamento, Joseph Bruchac, um instrutor de história negra e africana no Skidmore College, afirmou que recomendou o romance de Courlander a Haley quando visitou Skidmore em 1970. Bruchac lembrou-se de ter dirigido cinco quilômetros para casa para buscar seu exemplar de The African e entregá-lo a Haley, que prometeu lê-lo "no avião".
Courlander e Haley resolveram o caso fora do tribunal por US$ 650.000 e uma declaração de que "Alex Haley reconhece e lamenta que vários materiais de The African de Harold Courlander tenham acabado em seu livro, Roots ."

## Vida familiar
Courlander casou-se com Ella Schneideman em 1939. Eles tiveram um filho, Erika Courlander. Mais tarde, eles se divorciaram.
Courlander casou-se com Emma Meltzer em 18 de junho de 1949. Eles tiveram dois filhos, Michael Courlander e Susan Jean Courlander.